# Giro del Lazio 1999
Il Giro del Lazio 1999, sessantacinquesima edizione della corsa, si svolse il 18 settembre 1999 su un percorso di 206 km. La vittoria fu appannaggio dell'italiano Sergio Barbero, che completò il percorso in 5h15'00", precedendo il connazionale Francesco Casagrande e il russo Dmitrij Konyšev.
Sul traguardo di Tivoli 67 ciclisti, su 113 partenti da Viterbo, portarono a termine la competizione.

## Ordine d'arrivo (Top 10)
| Pos. | Corridore            | Squadra                        | Tempo    |
| ---- | -------------------- | ------------------------------ | -------- |
| 1    | Sergio Barbero       | Mercatone Uno-Bianchi          | 5h15'00" |
| 2    | Francesco Casagrande | Lampre-Daikin                  | a 4"     |
| 3    | Dmitrij Konyšev      | Mercatone Uno-Bianchi          | s.t.     |
| 4    | Sergej Lelekin       | Mobilvetta-Rossin              | s.t.     |
| 5    | Mirko Celestino      | Team Polti                     | s.t.     |
| 6    | Dario Frigo          | Saeco-Cannondale               | s.t.     |
| 7    | Marco Serpellini     | Lampre-Daikin                  | s.t.     |
| 8    | Marcello Siboni      | Mercatone Uno-Bianchi          | s.t.     |
| 9    | Luca Mazzanti        | Cantina Tollo-Alexia Alluminio | s.t.     |
| 10   | Mauro Zanetti        | Vini Caldirola-Sidermec        | s.t.     |